# Ainigmaptilon wallini
Ainigmaptilon wallini is een zachte koraalsoort uit de familie Primnoidae. De koraalsoort komt uit het geslacht Ainigmaptilon. Ainigmaptilon wallini werd in 1943 voor het eerst wetenschappelijk beschreven door Carlgren. 